# Valentin Sobolev
Valentin Sobolev (n. 28 februarie 1930) este un fizician moldovean, care a fost ales ca membru corespondent al Academiei de Științe a Moldovei.